# Viktor Lazlo
Pour les articles homonymes, voir Lazlo.
Viktor Lazlo (nom de scène de Sonia Dronnier), née le 7 octobre 1960 à Lorient (Morbihan) d'un père martiniquais et d'une mère grenadienne, est une chanteuse, actrice et écrivaine française.

## Biographie
Son pseudonyme provient du nom d'un des personnages du film Casablanca.
Après des études d'histoire de l'art, Viktor Lazlo commence sa carrière en tant que mannequin podium pour Chantal Thomass. Elle devient l'égérie de Thierry Mugler avant d'être repérée par le producteur belge Lou Deprijck.
Elle enregistrera une chanson avec le groupe Lou and the Hollywood Bananas, trio mené par Lou Deprijck.
Pour le film À mort l'arbitre, elle enregistre son premier 45 tours composé par Alain Chamfort : Backdoor Man en 1984. Suivront alors plus de 10 albums et compilations qui se vendront dans plus de trente pays, plusieurs duos avec (Florent Pagny, Arno, David Linx, Serhat, Maggie Reilly, Biagio Antonacci, Amedeo Minghi, Stefan Waggershausen…), cinq disques d'or et des tournées dans le monde entier.
Canoë rose en 1985 est son plus grand succès en France, et Breathless en 1987 celui à l'étranger. Autres chansons notables : Pleurer des rivières en 1987 (adaptation française de Cry Me a River) ; Amour Puissance Six en 1988 (paroles de Serge Gainsbourg), Clair Obscur (Khalil Chahine et Françoise Hardy), Baisers (Bernard Lavilliers), Babe, Love Insane (André Manoukian), Besame Mucho (featuring Raul Paz), Teach Me to Dance (Chris Rea), Syracuse, et enfin le duo virtuel avec Billie Holiday Georgia on My Mind.
Présentatrice/animatrice:
Le 9 mai 1987, elle a présenté le Concours Eurovision de la chanson 1987 se déroulant à Bruxelles (Belgique). Des émissions sur France Télévision feront également appel à elle par la suite. 
Elle animera de nombreux cafés littéraires et conférences à l'invitation de festivals nationaux.
Comédienne, elle a interprété de nombreux rôles pour la télévision, notamment dans les séries Navarro, Sandra, princesse rebelle et Sœur Thérèse.com.
En 2010 son premier roman, La Femme qui pleure, est récompensé par le prix Charles Brisset.
En 2011, elle crée son spectacle My Name is Billie Holiday à Bruxelles dont elle confiera la mise en scène à Éric-Emmanuel Schmitt fin 2012 avant d'entamer une tournée triomphale. Saluée par le public et la critique, elle poursuit son spectacle (nommé aux Globes de Cristal en 2013) en France et en Europe jusqu'en 2015. Elle fête ses 30 ans de carrière pour un concert exceptionnel le 11 décembre à Istanbul.
En 2012, son second roman, My Name is Billie Holiday, paraît chez Albin Michel dans la logique de son travail sur l'icône du jazz. Son troisième roman Les Tremblements essentiels,  paraît au début de 2015.
En février 2015, elle présente un nouveau spectacle intitulé 3 Femmes au Théâtre Hébertot, un tout nouveau récital consacré à Billie Holiday, Sarah Vaughan et Ella Fitzgerald.
En octobre 2016, Viktor Lazlo a annoncé la sortie du single Promised Land et en 2017, Lola & Jim. L'album Woman est sorti en 2017.
En 2019, elle participe à la fiction radio Viper's dream de Jake Lamar sur France Culture ayant pour thème le milieu du jazz à Harlem entre les années 1930 et 1960. Viper's dream est salué par la critique et elle joue aux côtés de Tony Harrisson et Ludmilla Dabo notamment.
Son 4e roman « Les passagers du siècle » chez Grasset en janvier 2018, premier volet d’un diptyque qui conjugue les mémoires de l’esclavage et de la Shoah. Le roman, finaliste du prix des cinq continents, du Prix de la Porte Dorée, du prix Wizo et du prix de La Closerie des Lilas sera suivi en 2020 de « Trafiquants de colères » chez le même éditeur.
En 2024 paraîtra chez Robert Laffont Ce qui est pour toi, la rivière ne l'emporte pas, son sixième roman.
En 2019 elle a installé le Festival Ecritures des Amériques en Martinique, festival qui sera reconduit en 2021. Forte du succès de cette expérience, elle crée le Festival en Pays Rêvé, dont la première édition s'est déroulée en 2022.
De retour en studio en janvier 2021, elle sort son 13e album en septembre 2021. Treize chansons originales composées par Khalil Chahine, écrites par ses soins et des musiciens tels que Arnaud Dolmen (batterie), Inor Sotolongo (basse), Felipe Cabrera (percussions), Leonor de Recondo (violon), David Linx (chant), Khalil Chahine (guitare), Christophe Cravero (piano et alto), Analuna Chahine (violon), William Brunard (violoncelle), Stéphane Chausse (clarinettes et flûtes).
En novembre 2023 Viktor Lazlo a été élevée au rang de Chevalier des Arts et des Lettres.

### Vie privée
Viktor Lazlo a eu  des idylles avec Bernard Giraudeau et Bernard Lavilliers.
Elle a un fils, Maxime, né en 1988.
Elle est en couple avec Francis Lombrail, comédien français et directeur du Théâtre Hébertot (Paris XVIIe) depuis 2013.

## Filmographie

### Cinéma
- 1990 : Boom Boom de Rosa Vergés : Sofía
- 1991 : Signe de feu de Nino Bizzarri : Norma
- 1994 : Les Faussaires de Frédéric Blum : Meeva
- 1994 : Joe & Marie de Tania Stöcklin : la mère de Marie
- 2004 : Nord-Plage de José Hayot : Osélia
- 2004 : Tout pour l'oseille de Bertrand Van Effenterre : Roselyne
- 2009 : Ramata de Léandre-Alain Baker : Yvonne

### Télévision
- 1994 : Commissaire Moulin - épisode n° 4.2 : Mort d'un officier de police (série télévisée) : Marie
- 1995 : Sandra, princesse rebelle de Didier Albert (mini-série) : Beverly Richardson
- 1996 : Le Secret d'Iris, téléfilm d'Élisabeth Rappeneau : Maina
- 1996 : Chassés-croisés, téléfilm de Denys Granier-Deferre : la chanteuse
- 1999 : Navarro - épisode n° 11.2 : Secrets  (série télévisée) : Leila
- 2002 : Traquée : Karima
- 2003 : Hôtel des deux mondes (œuvre d'Éric-Emmanuel Schmitt)  de Philippe Miquel : le docteur
- 2004 : La Vie dehors, téléfilm  de Jean-Pierre Vergne : Samira
- 2004 : Sœur Thérèse.com - épisode n° 3.3 :  Sang d'encre (série télévisée) : Chantal Carlier
- 2005 : Les Inséparables - épisode n° 1.1 : Drôles de zèbres d'Élisabeth Rappeneau (série télévisée) : Léna
- 2006 : La Crim' - épisode n° 8.1 : Mort d'homme  (série télévisée) : Stéphanie Cornel
- 2006 : Navarro (série télévisée) : Capitaine Roussel
  - épisode n° 18.6 : L'âme en vrac
  - épisode n° 19.3 : Familles blessées
  - épisode n° 19.1 : Adolescence brisée
  - épisode n° 19.2 : Disparition
- 2007 - 2009 : Brigade Navarro  (série télévisée) : Commandant Roussel
  - épisode n° 1.1 : Carambolages 
  - épisode n° 1.2 : Trafics d'influences
  - épisode n° 2.1 : En rafale
  - épisode n° 2.2 : Coup de feu
  - épisode n° 2.3 : Fantôme
  - épisode n° 2.4 : Mascarade
  - épisode n° 2.5 : Idylle funèbre
  - épisode n° 2.6 : Fuite en avant
- 2007 : Le Grand Patron - épisode n° 1.5 : Maldonne  (série télévisée) : Carole Verbèke

## Théâtre
- 1999 : Hôtel des deux mondes d'Éric-Emmanuel Schmitt, mise en scène de l'auteur, Théâtre Marigny

```
  * 2004: Théâtre de Ménilmontant: "Loin de Paname", mise en scène de Caroline Loeb
```

- 2011 : Rue Saint-Denis d'Alain Foix, mise en scène de l'auteur, Théâtre de l'Épée de Bois
- 2012 : Billie Holiday de Viktor Lazlo, mise en scène d'Éric-Emmanuel Schmitt, Théâtre Rive Gauche
- 2015 : 3 Femmes (hommage à Sarah Vaughan, Ella Fitzgerald, Billie Holiday) de Viktor Lazlo, Théâtre Hebertot

## Discographie

### Albums
- 1985 : Canoë Rose (mini-LP)
- 1985 : She
- 1987 : Viktor Lazlo
- 1989 : Hot & Soul / Club désert
- 1991 : My delicious poisons / Mes poisons délicieux
- 1996 : Verso / Back to Front
- 2002 : Loin de Paname
- 2002 : Amour(s)
- 2004 : Saga
- 2007 : Begin the Biguine
- 2012 : My Name is Billie Holiday
- 2017 : Woman
- 2021 : Suds

## Publications
- La femme qui pleure, Paris, Albin Michel, coll. « Romans Français », 2010, 150 p. (ISBN 978-2-226-19583-8) - Présentation du livre et interview
- My name is Billie Holiday, Albin Michel, 2012  (ISBN 978-2-226-24424-6)
- Les Tremblements essentiels, Albin Michel, 2015 - Présentation du livre
- Les Passagers du siècle, Grasset, 2018,
- Trafiquants de colères, Grasset, 2020,
- Ce qui est pour toi, la rivière ne l'emporte pas, Robert Laffont, 2024
- Mon coeur bruyant, Grasset 2025

## Ouvrages collectifs
- L'almanach insolite, Editions Mine de Rien, 2018
- Voix d'écrivaines francophones - Anthologie du Parlement des Écrivaines Francophones, 2019
- Corps de fille, corps de femme, Des femmes-Antoinette Fouque, 2023[6]
- 125 et des milliers, Harper & Collins, 2023
- Nouvelles de Martinique, Éditions Magellan & Cie, 2025 (nouvelle édition),  (ISBN 978-2-35074-809-2)